# Flora of China
Flora of China är en webbplats och ett projekt som samlar informationer om växter som förekommer i Kina. Projektet är ett samarbete av olika botaniska bokförlag.  
Mer än 30 000 växtarter är inhemska i Kina, vilket motsvarar nästan en åttondel av världens totala antal växtarter, inklusive tusentals som även finns någon annanstans på jorden.
Kina inrymmer en rad olika skogstyper. Både i de nordöstra och nordvästra delarna finns berg med kalla barrskogar, där djurarter som älg och kragbjörn, tillsammans med omkring 120 fågelarter förekommer. Fuktiga barrskogsområden kan ha snår av bambu som undervegetation, eller av rhododendron och i högre fjällnära bestånd av en och idegran. Subtropiska skogar, som dominerar mellersta och södra Kina, ger plats för ca 146 000 arter av växter. Tropisk regnskog och säsongsregnskogar, trots att de är begränsade till Yunnan och Hainan Dao, innehåller en fjärdedel av alla växt- och djurarter som finns i Kina.

## Dokumentation
Alla kärlväxter i Kina är representerade med korta beskrivningar, spridning i och utanför Kina, identifieringsnycklar och information om problematiska arter. Varje volym innehåller index över kinesiska namn och vetenskapliga namn, med ett kumulativt index i en kompletterande volym. Dessa volymer är till stor del en engelskspråkig översyn av Flora Republicae Popularis Sinicae, med taxonomi som återspeglar nuvarande (2016) uppfattning.
Till Flora of China finns framtaget en checklista som ger tillgång online till information om ormbunkar och fröväxter i Kina. Informationen omfattar florist- och nomenklaturdata. Floristdata inkluderar spridning, namnstatus, och referenser till kinesiskspråkiga Flora Reipublicae Popularis Sinicae [FRP], den engelskspråkiga Flora of China [FOC], och volymer av FOC Illustration. Systemets länkar inom projektet kommer att visa information om det länkade namnet, bibliografisk post, provexempel och bild.

## Internationellt samarbete
Nära internationellt samarbete om forskning, skrivande, granskning och redigering präglar produktionen av Flora of China. Kinesiska författare arbetar tillsammans med sina ickekinesiska kollegor från 29 länder. Projektet har sju ickekinesiska redaktionella centra vid Harvard University Herbaria, California Academy of Sciences, Smithsonian Institution, Royal Botanic Garden Edinburgh, Royal Botanic Gardens, Kew, Muséum national d'histoire naturelle (Paris) och Missouri Botanical Garden. De fyra kinesiska centren är CAS Institute of Botany (Peking), Kunming Institute of Botany, Jiangsu Institute of Botany (Nanjing), och Sydkinesiska Botaniska trädgården (Guangzhou). 478 forskare från hela världen har samarbetat vid framställning av individuella behandlingar i Flora of China.